# Cabeço do Teixo
O Cabeço do Teixo é uma elevação portuguesa localizada no concelho de São Roque do Pico, ilha do Pico, arquipélago dos Açores.
Este acidente geológico tem o seu ponto mais elevado a 894 metros de altitude acima do nível do mar. Nas proximidades desta formação encontra-se a Lagoa do Capitão, o acidente geológico da Lomba e o Cabeço do Sintrão.